# Gobernador Virasoro
Gobernador Virasoro – miasto w Argentynie, położone w północnej-wschodniej części prowincji Corrientes.
Na południe od miasta znajduje się węzeł drogowy-RN14 i RP68.

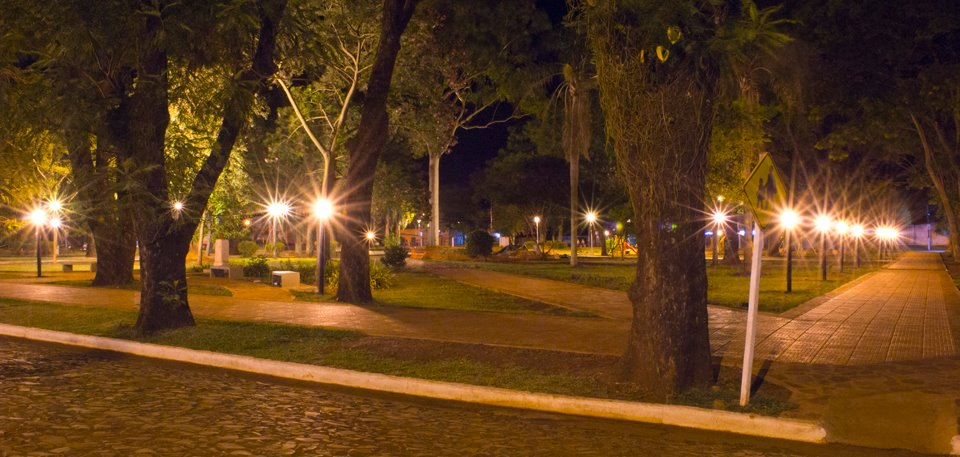
Plac Wolności nocą w Gobernador Virasoro